# Dasho Tshering Wangchuk
Dasho Tshering Wangchuk – sędzia i polityk bhutański, w 2018 p.o. premiera Bhutanu.

## Życiorys
Ukończył prawo na George Washington University oraz na uniwersytecie w Delhi. W 1987 rozpoczął karierę w sądownictwie. W latach 1990–1995 służył w wojsku, dochodząc do stopnia porucznika. Był sędzią w bhutańskim Sądzie Najwyższym w latach 1993–1999. Kolejno w latach 2006–2010 był sędzią okręgowym w dystrykcie Samdrup Dzongkʽar. Od listopada 2014 Sędzia Najwyższy Bhutanu. 9 sierpnia 2018 stanął na czele rządu tymczasowego, powołanego do czasu przeprowadzenia wyborów parlamentarnych. Swoją funkcję pełnił do 7 listopada 2018.